# Boss DS-2 Turbo Distortion
Boss DS-2 Turbo Distortion är en effektpedal för gitarr, tillverkad av Roland Corporation under varumärket Boss sedan 1987. Effektpedalen tillverkades inledningsvis i Japan, men produktionen flyttades senare till Taiwan, och därefter Malaysia. DS-2 har stora likheter med föregångaren DS-1 Distortion, samt ett läge för "turbo", som ger en skarpare ton i mellanregistret.
Turboläget kan även justeras med en extern fotkontroll.